# ボシレグラード
ボシレグラードまたはボシレグラト（セルビア語: Босилеград / Bosilegrad、ブルガリア語: Босилеград）は、セルビア、プチニャ郡の町、およびそれを中心とした基礎自治体である。自治体の面積は571平方キロメートルである。

## 住民

### 1991年国勢調査
1991年の国勢調査によると、ボシレグラード自治体の人口は11,644であり、民族別ではブルガリア人が多数派を形成していた。

### 2002年国勢調査
2002年の国勢調査では、ボシレグラード自治体の人口は9,931人であり、その民族別内訳は以下の通りである:
- ブルガリア人 = 7,079 (70.91%)
- セルビア人 = 1,308 (13.17%)
- その他

## 歴史
ヌイイ条約によって、ブルガリア王国からセルビア王国に国境地帯の一部の領土が割譲されたときに、ボシレグラードもブルガリア領からセルビア領となった。第一次世界大戦ではブルガリアが中央同盟国の一員として侵攻したものの、連合国に敗北した。セルビア王国はユーゴスラビア王国へと改組され、1920年から1941年までの間、ユーゴスラビア当局によってボシレグラードの住民はセルビア人とされ、ブルガリア語での教育や教会での儀礼を受ける権利を否定されてきた。ブルガリア人は内部西方失地革命組織を組織し、ユーゴスラビア当局への抵抗を続けた。その後もボシレグラードを含むセルビア南部地域は低開発の状態が続いており、セルビアの中でも産業に乏しく失業率も高い地域となっている。
第二次世界大戦の後、ブルガリア人の民族的権利が認められるようになった。

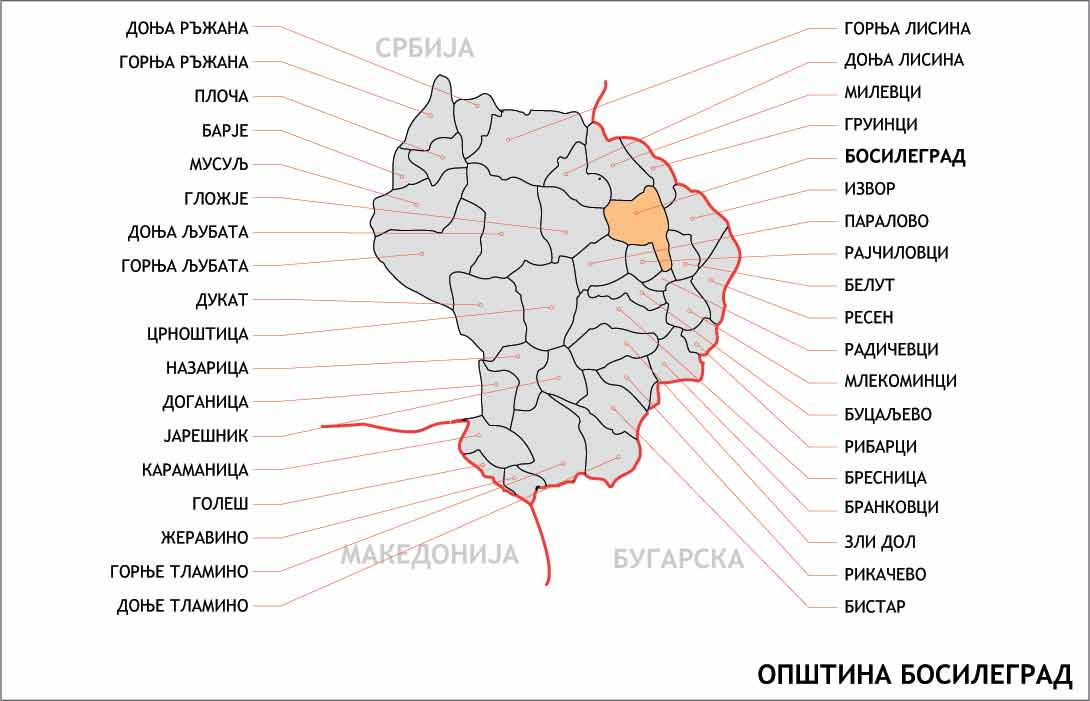
ボシレグラード自治体に含まれる地区